# Nicolas Thévenin
Nicolas Henry Marie Denis Thévenin (Saint-Dizier, 5 de junho de 1958) é um diplomata e prelado francês da Igreja Católica pertencente ao serviço diplomático da Santa Sé.

## Biografia
Formou-se na ICN Business School em 1981. Após a formatura ingressou na Comunidade de San Martino de Voltri, fundada alguns anos antes pelo padre francês Jean-François Guérin; ele é, portanto, aluno do seminário de Gênova. Em 12 de setembro de 1988 foi ordenado diácono pelo cardeal Giuseppe Siri, e em 4 de julho de 1989 recebeu a ordenação presbiteral do cardeal Giovanni Canestri, como membro da Comunidade de San Martino e incardinado na Arquidiocese de Gênova.
É também licenciado em direito canônico (doutoramento) e frequentou o curso de formação da Pontifícia Academia Eclesiástica de Roma para fazer parte do Serviço Diplomático da Santa Sé, ao qual ingressou em 1 de julho de 1994.
Atuou nas Representações Pontifícias na Índia, República Democrática do Congo, Bélgica, Líbano, Cuba, Bulgária e, finalmente, na Seção de Relações com os Estados da Secretaria de Estado. Foi nomeado protonotário apostólico de numero participantium em 15 de dezembro de 2009.
É fluente, além do francês nativo, em italiano, inglês, espanhol, alemão e português.
Em 15 de dezembro de 2012, foi nomeado pelo Papa Bento XVI como núncio apostólico, com a dignidade de arcebispo titular de Æclanum. Em 5 de janeiro de 2013, foi nomeado para a nunciatura apostólica da Guatemala. Recebeu a ordenação episcopal em 6 de janeiro, Solenidade da Epifania do Senhor, na Basílica de São Pedro, pelas mãos de Bento XVI, coadjuvado pelo Cardeal Secretário de Estado, Tarcisio Bertone, S.D.B. e pelo cardeal Zenon Grocholewski, prefeito da Congregação para a Educação Católica, na mesma solenidade que Georg Gänswein, Angelo Vincenzo Zani e Fortunatus Nwachukwu.
No final do seu mandato na Guatemala, recebeu vários certificados de mérito pelo seu trabalho incansável na promoção da justiça e do avanço social das populações locais, incluindo a Grã-Cruz da Ordem do Quetzal.
Em 4 de novembro de 2019, foi transferido pelo Papa Francisco para a nunciatura apostólica no Egito, sendo também nomeado delegado apostólico para a Liga Árabe. Em 
Em 22 de maio de 2023, o Papa Francisco o nomeou também núncio apostólico em Omã, recém constituída.